# Unholy Terror
Albums de W.A.S.P.
Helldorado
(1999) Dying for the World
(2002)
Unholy Terror est le neuvième album studio du groupe de heavy metal W.A.S.P., sorti en 2001.

## Liste des titres
Tous les titres ont été écrits et composés par Blackie Lawless.
| No  | Titre                 | Durée |
| --- | --------------------- | ----- |
| 1.  | Let it Roar           | 4:40  |
| 2.  | Hate To Love Me       | 4:07  |
| 3.  | Loco-Motive Man       | 6:03  |
| 4.  | Unholy Terror         | 2:01  |
| 5.  | Charisma              | 5:25  |
| 6.  | Who Slayed Baby Jane? | 4:55  |
| 7.  | Euphoria              | 3:19  |
| 8.  | Raven Heart           | 3:46  |
| 9.  | Evermore              | 6:10  |
| 10. | Wasted White Boys     | 6:49  |

## Composition du groupe
- Blackie Lawless – chants, guitare, claviers
- Frankie Banali – batterie (2,3,5,8 et 10)
- Stet Howland – batterie
- Chris Holmes – guitare solo (2)
- Roy Z. – guitare solo (6 et 10)
- Mike Duda – basse